# Gloeopeziza rehmii
Gloeopeziza rehmii är en svampart som beskrevs av Zukal 1891. Gloeopeziza rehmii ingår i släktet Gloeopeziza och familjen Helotiaceae.   Inga underarter finns listade i Catalogue of Life.